# Hymenoepimecis robertsae
Hymenoepimecis robertsae är en stekelart som beskrevs av Ian D. Gauld 1991. Hymenoepimecis robertsae ingår i släktet Hymenoepimecis och familjen brokparasitsteklar. Inga underarter finns listade i Catalogue of Life.